# Mandello del Lario
Mandello del Lario je italijansko mesto in občina v pokrajini Lecco v italijanski deželi Lombardiji. Mesto leži ob jezeru Como, ki je ledeniškega izvora. Drugo ime za to jezero s površino 146 kvadratnih kilometrov je Lario in je po površini tretje največje v Italiji.
Od leta 1921 je mesto Mandello del Lario dom italijanskega proizvajalca motornih koles Moto Guzzi. Od leta 2008 je Moto Guzzi del koncerna Piaggio & Co. SpA. Od leta 2001 mesto letno gosti GMG (italijansko Giornata Mondiale Guzzi ali Svetovni dan Guzzijev). 
Nad Mandellovem občinskim ozemljem se dviga masiv Grigna.